# Valvata klemmi
Valvata klemmi is een slakkensoort uit de familie van de Valvatidae. De wetenschappelijke naam van de soort is voor het eerst geldig gepubliceerd in 1962 door Schutt.